# Cotinga formosa
La cotinga formosa (Pipreola formosa) és una espècie d'ocell de la família dels cotíngids (Cotingidae) que habita la selva humida de les muntanyes del nord de Veneçuela.